# Módulo Habitacional

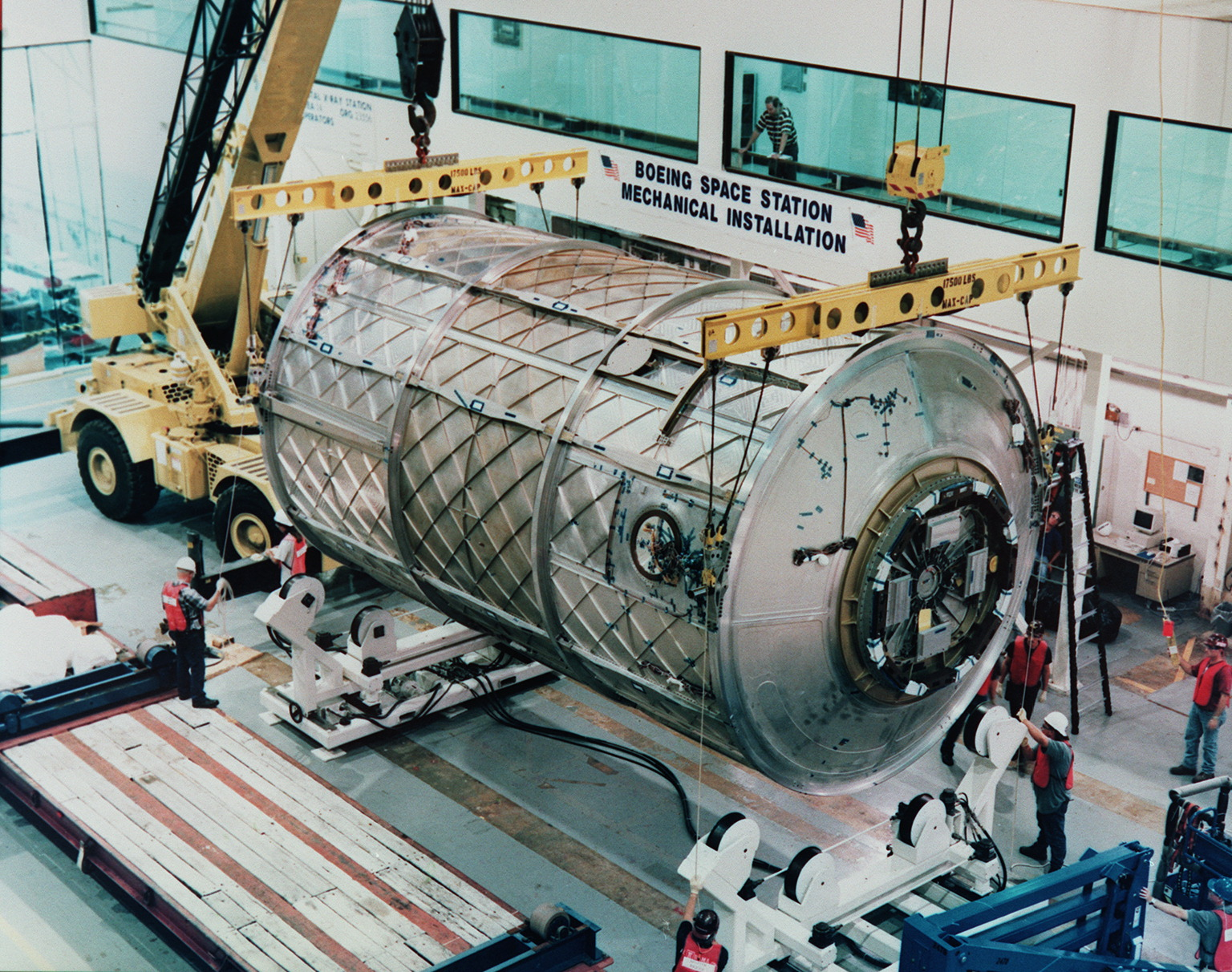
Módulo habitacional da ISS (NASA)

O Módulo Habitacional, construído pelos Estados Unidos foi concebido para ser a zona habitacional principal da Estação Espacial Internacional (ISS). Do tamanho de um autocarro, estava previsto que albergasse quatro pessoas. Os astronautas e investigadores de visita à estação poderiam tomar banho, cozinhar e relaxar nos aposentos.
Em vários pontos do desenho era incluído um módulo "TransHab" insuflável cujas dimensões seriam várias vezes o projecto original. Actualmente a integração deste módulo encontra-se suspensa devido ao desenvolvimento da construção da ISS. Para ser possível o suporte da estação a mais de três pessoas na ISS será necessário um salva-vidas que não um único Soyuz TMA. O Veículo de Evacuação de Tripulação (CRV) foi cancelado e é incerto quando o seu substituto estará disponível, o Veículo de Exploração da Tripulação.